# Dana Gálová
Dana Gálová, rozená Šplíchalová (29. ledna 1960 Praha – 30. listopadu 2015), byla česká překladatelka a hungaristka.

## Život
Narodila se 29. ledna 1960 jako Dana Šplíchalová. V letech 1978–1983 vystudovala obor čeština-maďarština na Filozofické fakultě Univerzity Karlovy, roku 1987 získala titul PhDr. v oboru maďarské filologie.
Překladatelské činnosti se věnovala od roku 1985. Překládala z maďarštiny odborné texty pro Úřad vlády, ministerstva, parlamentní výbory apod. Mimo to vydávala beletristické a esejistické překlady například knih Pétera Esterházyho, Imreho Kertésze, Istvána Bibó. V roce 2005 získala tvůrčí cenu Obce překladatelů za Zpověď Sándora Máraiho. Roku 2009 pak získala cenu Magnesia Litera za překlad knihy Deníky téhož autora. Maďarský prezident jí v roce 2006 udělil Důstojnický kříž Řádu Maďarské republiky za zásluhy.
Trpěla amyotrofickou laterální sklerózou, jejíž příznaky se u ní začaly projevovat roku 2000. Nemoc u ní měla výjimečně pomalý průběh.
Jejím manželem byl Evžen Gál (1957–2024), který vyučoval maďarskou literaturu na Univerzitě Karlově, jejich dcera Adéla Gálová se také věnuje překladu z maďarštiny.